# الجامعة الفرنسية في مصر
الجامعة الفرنسية في مصر (بالفرنسية: Université française d’Égypte)، هي جامعة خاصة غير ربحية تأسست عام 2002 في القاهرة في مدينة الشروق. تتألف من ثلاث كليات: إدارة الأعمال والهندسة واللغات التطبيقية. تتكون كل كلية من أقسام مختلفة. تقدم الجامعة شهادة الدبلوم بالتنسيق مع جامعات فرنسية مرموقة مثل جامعة باريس 3 - السوربون الجديدة، وجامعة نانت وجامعة الألزاس العليا [الإنجليزية] وجامعة كورسيكا باسكوالي باولي [الإنجليزية]، كما تم التوقيع على اتفاقية مع جامعة باريس السادسة بشأن كلية الهندسة. تقع الجامعة في مدينة الشروق على بعد 37 كم (23 ميل) من وسط القاهرة. تستخدم الجامعة اللغة الفرنسية (بشكل أساسي) واللغات الإنجليزية والعربية في التدريس مما يمكن خريجيها من التواصل بثلاث لغات في مجال اختصاصهم.
افتتح الجامعة الرئيس الفرنسي السابق جاك شيراك والرئيس المصري السابق حسني مبارك في عام 2002.

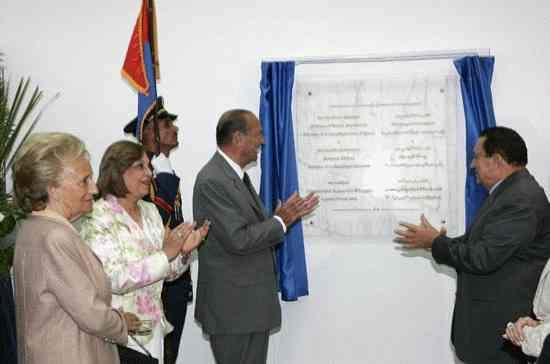
افتتاح الجامعة

## كليات الجامعة
- كلية اللغات التطبيقية

قسم التجارة وأعمال دولية
قسم الترجمة المتخصصة
- كلية الإدارة ونظم المعلومات

قسم الإدارة
قسم نظم المعلومات
- كلية الهندسة

قسم الاتصالات والبرمجة

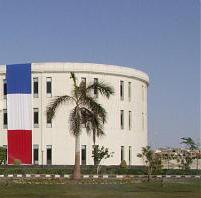
منظر للجامعة

قسم الهندسة الميكانيكية والتحكم الآلي
قسم الهندسة المعمارية